# Popielno (Grande-Pologne)
Pour les articles homonymes, voir Popielno.
Popielno est une localité polonaise de la gmina de Budzyń, située dans le powiat de Chodzież en voïvodie de Grande-Pologne.